# Kornél pápa
Szent Kornél (latinul: Cornelius), (kb. 180 – 253 júniusa) volt a 21. pápa. 251 márciusától 253 júniusáig, haláláig irányította a keresztény egyházat.

## Élete

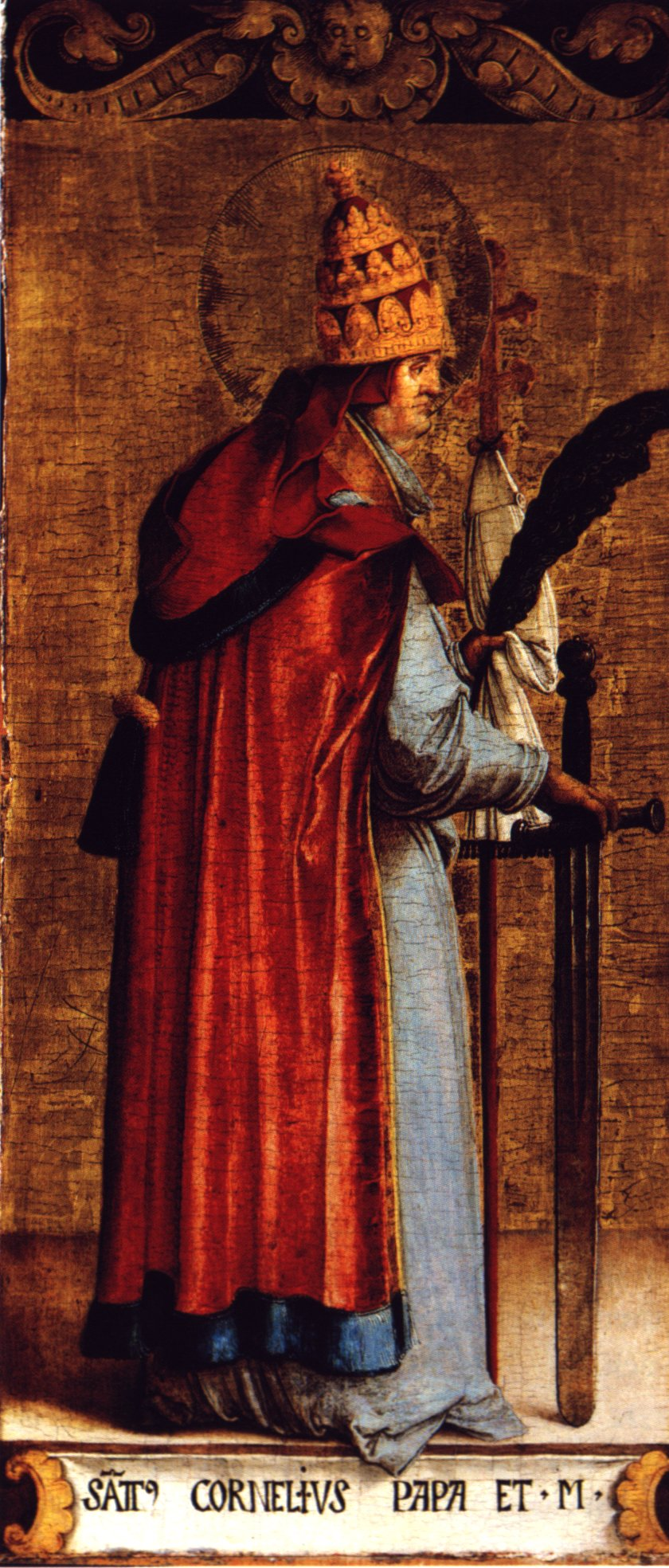
Kornél pápa

Amikor Rómában összeültek a püspökök, hogy megválasszák az új egyházfőt, Decius császár féktelen keresztényüldözései éppen lanyhulni kezdett. Ezért is tolták el a választás időpontját, remélve a béke helyreállítását.
Ebben a két hónapos intervallumban került szembe Novatianusszal. A bűnbocsánat kérdésében Cornelius képviselte az irgalmasabb, kegyesebb vonalat. Szerinte ugyanis a gyilkosság, házasságtörés és a hitehagyás is megbocsátható bűnök, ha azokat teljes szívéből megbánja az ember. Az egyház tehát feloldozhat még ezen bűnök alól is, igaz ehhez püspöki gyóntatást szabott meg. Ellenfele ettől radikálisabb nézeteket vallott, és szerinte ki kellene közösíteni az egyházból azokat, akik ezen bűnöket elkövették.
Végül Szent Ciprián segítségével megnyerte a csatát, és hatvan püspök szavazott Corneliusra. Az új pápának azonban pontifikátusa végéig szembe kellett néznie Novatianus ellenpápaságával. 251 őszén kiközösítette ellenfelét az egyházból. 252-ben a császár újra üldözni kezdte a keresztényeket. Így Corneliust is száműzték Rómából Centumcellaebe, a mai Civita Vecchiába. Száműzetésében halt meg. Az ősi Cornelius nemzetség sarját a Calixtus-katakombában temették el. Vértanúsága miatt szentté avatták, ünnepét szeptember 16-án tartják.

## Művei
- Documenta Catholica Omnia (latin nyelven). (Hozzáférés: 2011. december 6.)